# Big Lagoon (Southland)
Die Big Lagoon ist ein See im Stadtgebiet von Invercargill in der Region Southland auf der Südinsel von Neuseeland.

## Geographie
Die Big Lagoon befindet sich rund 13 km westnordwestlich von Invercargill und knapp 12 km östlich von Riverton/Aparima. Zur Küstenlinie der Bucht zur Foveaux Strait sind es rund 1,85 km. Der See besitzt eine Flächenausdehnung von rund 14,5 Hektar und eine Länge von rund 700 m in Nordwest-Südost-Richtung. An ihrer breitesten Stelle misst sie rund 340 m.
Der See ist über verschiedene kleine Kanäle mit den Bewässerungskanälen für die Landwirtschaft verbunden, sodass Zufluss und Abfluss des Sees nicht erkennbar ist.